# Austrophorocera solennis
Austrophorocera solennis är en tvåvingeart som först beskrevs av Walker 1858.  Austrophorocera solennis ingår i släktet Austrophorocera och familjen parasitflugor. Inga underarter finns listade i Catalogue of Life.